# Marconi (cratère)
Pour les articles homonymes, voir Marconi.
Marconi est un cratère d'impact lunaire situé sur la face cachée de la Lune. Il se trouve au nord-ouest de la grande plaine fortifiée Gagarine et au sud-ouest du cratère proéminent Chaplygin. À l'ouest-nord-ouest de Marconi se trouve le cratère Dellinger (en), légèrement plus grand.
Il s'agit d'un cratère bien formé, dont les caractéristiques ont été adoucies par une légère érosion d'impact. Le bord extérieur n'est marqué que par quelques minuscules cratères, et quelques terraces[Traduire passage] sont encore visibles le long des parois intérieures. Deux petits cratères longent la paroi intérieure au sud et à l'est. Près du milieu du sol intérieur relativement plat se trouve une faible élévation centrale composée de plusieurs petites collines. Le sol est par ailleurs marqué par de nombreux minuscules cratères.
Le cratère a été nommé d'après le physicien italien, inventeur et lauréat du prix Nobel Guglielmo Marconi par l'Union astronomique internationale en 1970. Le cratère était connu sous le nom de Crater 295 avant d'être nommé.

## Cratères satellites
Par convention, ces caractéristiques sont identifiées sur les cartes lunaires en plaçant la lettre sur le côté du point médian du cratère le plus proche de Marconi.
| Marconi | Latitude | Longitude | Diamètre |
| ------- | -------- | --------- | -------- |
| C       | 8,4° S   | 146,8° E  | 9 km     |
| H       | 11,0° S  | 147,5° E  | 41 km    |
| L       | 11,7° S  | 145,3° E  | 38 km    |
| S       | 10,0° S  | 143,1° E  | 14 km    |